# Residencia permanente

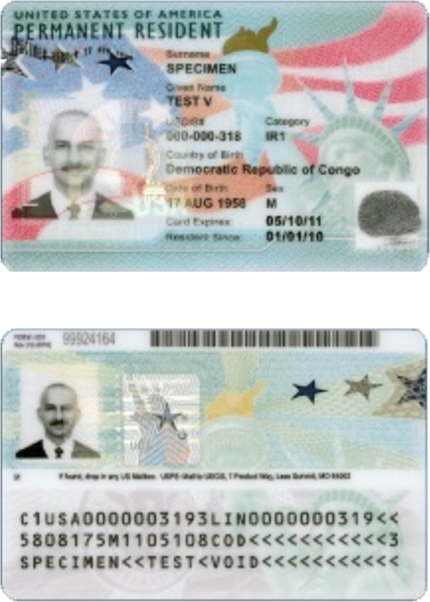
Muestra de una tarjeta de residente permanente (green card) de 2017 de los Estados Unidos, que otorga a su titular el derecho a residir permanentemente en cualquier lugar del país similar al de todos los demás estadounidenses. Antes de que una persona pueda convertirse en ciudadano estadounidense, debe ser titular de una tarjeta verde durante al menos 5 años y cumplir con todos los demás requisitos de naturalización.

La residencia permanente se refiere a la condición de residente de una persona en un país del que no es ciudadano. Esto es generalmente por un período indefinido; una persona con tal estatus es conocida como residente permanente. 
La residencia permanente en sí misma es distinta del derecho de residencia, que exime el control de inmigración para esas personas. Las personas con residencia permanente todavía requieren control de inmigración si no tienen derecho de residencia. Sin embargo, el derecho de residencia otorga automáticamente a las personas la residencia permanente. Este estatus también da permiso para trabajar en la mayoría de los casos.

## Países con sistemas de residencia permanente

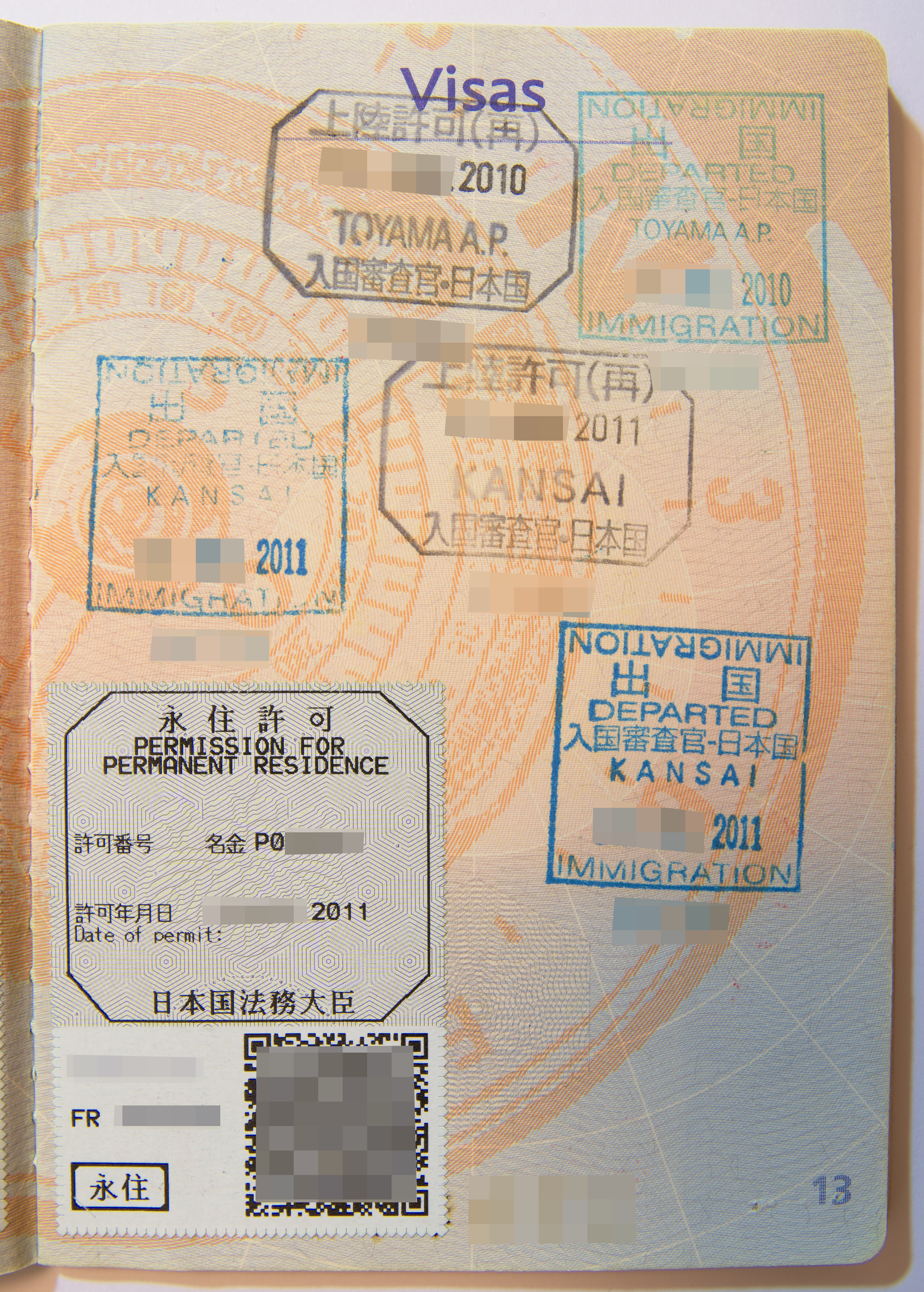
Permiso de residencia permanente japonés expedido en 2011 con pasaporte francés.

No todos los países permiten la residencia permanente. Los derechos y la aplicación pueden variar ampliamente.
Todos los países de la Unión Europea tienen la posibilidad de que una persona se convierta en residente permanente, ya que la legislación de la UE permite a un ciudadano de la UE que se traslade a otro país de la UE obtener el estatuto de residente permanente tras haber residido allí durante cinco años. La Unión Europea también establece derechos de residencia permanente para los nacionales de terceros países residentes de larga duración con arreglo a la Directiva (2003/109/CE). Un enfoque novedoso fue la concesión de derechos más allá de las fronteras nacionales de los Estados que se adhirieron a la directiva.
Otros países tienen diferentes formas de residencia y relaciones con otros países con respecto a la residencia permanente.
Los países que tiene algún tipo de estado de residente permanente incluye:
- Argentina
- Australia
- Baréin
- Barbuda[3]
- Belice
- Brasil
- Brunéi (llamado penduduk tetap, residente permanente)
- Canadá (los residentes permanentes eran conocidos como cuando inmigrantes en tierra antes de que 28 de junio de 2002)
- Chile
- China (RPC) (llamado 永久居留权 (yǒngjiǔ-jūliúquán), el programa empezó en 2004)[4]
  - Hong Kong (ya sea mediante el Derecho a la tierra o el Derecho de residencia, o nacidos de ciudadanos de Hong Kong, pero nacidos fuera de Hong Kong)
  - Macau (nacidos de ciudadanos de Macao, pero que nació fuera del país)
- Costa Rica
- República dominicana
- Ecuador
- Unión Europea:
  - Austria (llamado Niederlassungsbewilligung, permiso de residencia)
  - Bélgica
  - Bulgaria (llamado karta za postojanno prebivavašt v Republika Bălgarija čuždenec, una tarjeta de residencia permanente en la República de Bulgaria)
  - Croacia
  - Chipre - Descripciones
  - República Checa – (llamado trvalý pobyt, residencia permanente)
  - Dinamarca
  - Estonia
  - Finlandia[5]
  - Francia (a veces llamado titre de séjour, permiso de residencia, ocomo el carte de résident)[6]
  - Alemania (llamado Niederlassungserlaubnis, permiso de establecimiento)
  - Grecia (llamado Πράσινη Κάρτα, Tarjeta Verde)
  - Hungría
  - Irlanda (llamado Tarjeta de residencia permanente)
  - Italia 
  - Letonia (llamado "Uzturēšanās atļauja", Permiso de residencia)[7]
  - Lituania
  - Luxemburgo (residente a largo plazo)
  - Malta
  - Netherlands (Llamado Verblijfsvergunning voor onbepaalde tijd, Permiso de residencia por tiempo indefinido)
  - Polonia (llamado Karta rezydenta długoterminowego UE, Tarjeta de residente de larga duración de la UE)
  - Portugal - (llamado Vistos oro) Descripciones
  - Rumanía (llamado Permis de şedere permanentă, Permiso de residencia permanente)
  - República de eslovaco (llamado trvalý pobyt, residencia permanente)
  - Eslovenia
  - España
  - Suecia (llamado Permanent Uppehållstillstånd, Residencia permanente)
  - Reino Unido (ya sea a través de permiso indefinido para permanecer o derecho de residencia o residencia permanente para nacionales del EEE)
- Ghana
- Guatemala
- Irán[8]
- Israel (El plazo toshàv-kéva puede referir a un residente permanente sin ciudadanía, o a un ciudadano con morada registrada)
- Japón (llamado 永住権 eijūconocimiento)
- Macedonia
- Malasia (llamado pemastautin tetap)
- México
- Nicaragua
- Nueva Zelanda
- Noruega[9]
- Panamá[10]
- Perú (Una opción de residencia permanente está disponible para aquellos de países que prohíben la doble ciudadanía. La residencia permanente solo requiere una tarifa anual y ningún otro documento de respaldo).[11]
- Filipinas
- Rusia (llamado "вид на жительство" vid na žítel tvo, permiso de residencia, o "ПМЖ" pe-em-žé,  residencia permanente)
- Singapur
- Sudáfrica
- Corea del Sur
- San Cristóbal y Nieves
- Suiza (Permis d'établissement o Niederlassungsbewilligung, generalmente referido a como Permiso C (Permis C, C-Ausweis: permiso de residencia)[12]
- Taiwán, la República de China[13]
- Tailandia
- Trinidad y Tobago
- Estados Unidos (llamada Residencia Permanente Legal)
- Ucrania

### Otras formas de residencia permanente
- La India no permite la doble nacionalidad, pero los ex ciudadanos indios y las personas de origen indio tienen derecho a solicitar una tarjeta de ciudadano de ultramar de la India (Overseas Citizen of India, OCI) que les permite vivir y trabajar libremente en la India, además de presentarse a determinados cargos políticos y ocupar puestos constitucionales. Tampoco pueden votar o comprar tierras agrícolas. Los cónyuges que no tienen otra conexión con la India aparte de estar casados con alguien con o elegible para OCI también pueden solicitar OCI si han estado casados por lo menos dos años. Una vez que el matrimonio se disuelve, la condición de OCI se pierde automáticamente para el cónyuge sin conexión con la India.
- Turquía permite la doble nacionalidad, y los antiguos ciudadanos turcos que han renunciado a su ciudadanía turca (por ejemplo, porque se han naturalizado en un país que normalmente no permite la doble nacionalidad, como Alemania, Austria, Corea del Sur o Japón) pueden solicitar la llamada Tarjeta Azul, que les devuelve algunos derechos de los ciudadanos, e.g. el derecho a vivir y trabajar en Turquía, el derecho a poseer la tierra o el derecho a heredar, pero no el derecho a votar.Un sello de visado de residente permanente de Nueva Zelanda otorgado a su llegada en virtud del Acuerdo de Viaje Trans-Tasmano en un documento de viaje australiano.

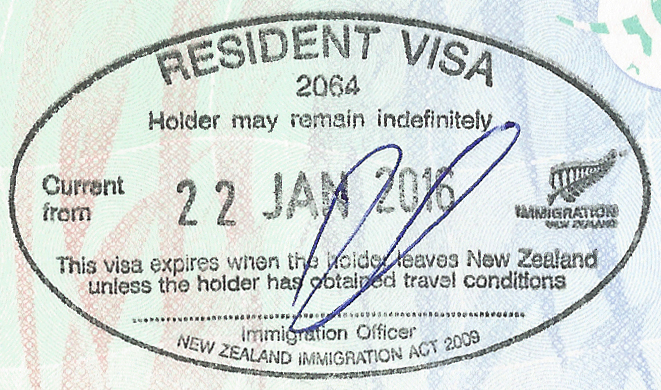
Un sello de visado de residente permanente de Nueva Zelanda otorgado a su llegada en virtud del Acuerdo de Viaje Trans-Tasmano en un documento de viaje australiano.

- Algunos países han suscrito tratados que regulan los viajes y el acceso a los mercados de trabajo (trabajo no gubernamental/no militar): un ciudadano de un país de la UE puede vivir y trabajar indefinidamente en otros países de la UE y en Islandia, Liechtenstein, Noruega y Suiza (y los ciudadanos de estos países pueden vivir y trabajar en países de la UE). El Acuerdo de Viaje Trans-Tasman entre Australia y Nueva Zelanda permite a los ciudadanos de ambos países vivir y trabajar en el otro país. Un ciudadano de un estado miembro del Consejo de Cooperación del Golfo (CCG) (Baréin, Kuwait, Omán, Catar, Arabia Saudita y Emiratos Árabes Unidos) puede vivir y trabajar en otros Estados miembros. Sin embargo, para votar y trabajar para el sector público o la seguridad nacional en un país, casi siempre se requiere la ciudadanía del país en cuestión.

#### Visas doradas
Una "Visa Dorada" es un programa de residencia permanente emitida a individuos que invierten una cierta cantidad de dinero en el país emisor. Aunque el modelo nació en los 1980s, las visas doradas se han hecho más disponibles y populares en el siglo 21. Un número de países las ofrecen, tales como Canadá, Chipre, España, Grecia (Golden Visa Programme), Malta, Nueva Zelanda, Panamá (dos opciones: Visa de Residencia al Inversionista Calificado y Visa de Residencia a Nacionales de Países Amigos de Panamá), Portugal (Autorização de Residência para atividade de Investimento (ARI)), Reino Unido, Singapur, Suiza y los Estados Unidos de América.
El método más comúnmente usado para obtener la visa dorada es por medio de la compra de bienes raíces con un valor mínimo. Algunos países como Malta y Chipre también ofrecen "pasaportes dorados" (ciudadanía) a individuos que inviertan cierta suma.
La emisión de las visas doradas ha levantado controversias en varios países.

## Prueba de residencia permanente
Las personas que son otorgadas la residencia permanente en un país suelen recibir algún tipo de documento que sirve como prueba legal de su estatus. En el pasado, muchos países simplemente sellaban el pasaporte de la persona, indicando que el titular había sido admitido como residente permanente o que estaba exento del control de inmigración y autorizado a trabajar sin restricciones. Otros países emitían una tarjeta de identificación con foto, colocaban una etiqueta de visa o un certificado de residencia en el pasaporte de la persona, o emitían una carta para confirmar su estatus de residente permanente.
- En Argentina, a los no ciudadanos se les emite un "DNI" argentino, con las mismas características que los ciudadanos argentinos,[21] que muestra datos adicionales en la parte trasera, como el país de origen y la fecha de emisión.[22]
- En Australia y Nueva Zelanda, una copia de la visa de residencia permanente o la visa de residente se adhiere a una página del pasaporte del residente permanente (el 1 de septiembre de 2015, Australia dejó de emitir etiquetas de visa a los titulares de visas australianas).[23]
- En Canadá, a los residentes permanentes se les emite una tarjeta de identificación con foto conocida como Tarjeta de Residente Permanente. También se les proporciona un documento oficial llamado Confirmación de la Residencia Permanente o Registro de Ingreso el día en que se les otorga el estatus de residente permanente.
- En Costa Rica, a los residentes permanentes se les emite una tarjeta de identificación con foto comúnmente conocida como "cédula".
- En los países de la Unión Europea, los permisos de residencia son tarjetas de identificación con foto siguiendo un diseño común de la UE.
- En Alemania, los permisos de residencia (Aufenthaltstitel) se han emitido como tarjetas de identificación con foto siguiendo un diseño común de la UE desde el 1 de septiembre de 2011. Antes de esa fecha, los permisos de residencia eran pegatinas (similares a visas) que se adherían al pasaporte del residente.
- En Ghana, a los residentes permanentes se les emite un permiso de Residencia Indefinida en forma de pegatina que se adjunta al pasaporte del residente.
- En Hong Kong, a los residentes permanentes se les emite una Tarjeta de Identidad Permanente de Hong Kong.
- En Japón y Corea del Sur, a todos los extranjeros residentes se les emite una tarjeta de residencia, y este estatus se indica para los residentes permanentes.
- En Lituania, a los residentes permanentes se les emite una tarjeta de identificación con foto (Leidimas gyventi) siguiendo un diseño común de la UE.
- En Macao, a los residentes permanentes se les emite una Tarjeta de Identidad de Residente Permanente de Macao (Bilhete de Identidade de Residente Permanente).
- En Malasia, a los residentes permanentes se les emite una tarjeta MyPR similar a la MyKad emitida a los ciudadanos malasios, con la diferencia de que es de color rojo en lugar de azul y muestra información adicional sobre el país de origen del titular.
- En la República de China (Taiwán), a los residentes permanentes se les emite una tarjeta de identificación con foto de color azul (APRC). También se puede emitir un permiso de trabajo abierto por separado a los residentes permanentes que les permite aceptar empleo en cualquier posición no gubernamental para la que estén calificados.
- En Singapur, a los residentes permanentes se les emite una tarjeta de identificación de color azul con su fotografía, huella digital y otros datos personales, similar a la tarjeta de identificación rosa de los ciudadanos.
- En Eslovaquia, a los residentes permanentes se les solía emitir una tarjeta de identificación de color rojo. Eslovaquia ha adoptado un diseño común de la UE desde 2011.
- En Sudáfrica, a los residentes permanentes a quienes se les sella el pasaporte se les emite un certificado y un libro de identidad nacional estándar de color verde que indica "NON S.A. CITIZEN" ("NO CIUDADANO DE SUDÁFRICA").[24]
- En Suiza, a los residentes permanentes se les emite una tarjeta de identificación biométrica de acuerdo con las regulaciones de Schengen si son ciudadanos no pertenecientes a la UE/EFTA, o un permiso en papel en una billetera de plástico de color amarillo si son ciudadanos de la UE/EFTA.
- En el Reino Unido, al solicitante se le emite una tarjeta de identificación con foto conocida como Permiso de Residencia Biométrico que indica que el permiso es un permiso de residencia indefinida para permanecer.[25][26]
- En los Estados Unidos, a los residentes permanentes se les emite una tarjeta de identificación con foto que se conoce como Tarjeta de Residente Permanente (o simplemente como "green card").[27][28] La ley federal requiere que la tarjeta se lleve siempre consigo.

## Limitaciones
Según el país, los residentes permanentes generalmente tienen los mismos derechos que los ciudadanos, a excepción de lo siguiente:
- No pueden votar (aunque en algunos casos, como los ciudadanos del Reino Unido, Nueva Zelanda y Bélgica, se permite votar)
- No podrán presentarse como candidatos a cargos públicos (excepto los ciudadanos de la Unión Europea que residan permanentemente en otros Estados miembros de la UE que puedan presentarse a las elecciones locales y europeas).
- En la mayoría de los casos no pueden ocupar un empleo en el sector público. Canadá y Nueva Zelanda lo permiten; algunos países, como Brasil y Portugal, sólo lo permiten para los residentes permanentes que poseen la ciudadanía de otro país del patrimonio compartido).[29]
- Por lo general no pueden solicitar un empleo que implique seguridad nacional. En Singapur, los RP de sexo masculino a los que se les ha concedido relaciones públicas antes de los 18 años de edad tienen que servir en el servicio nacional. La mayoría de los varones de primera generación están exentos.
- Puede que no sean propietarios de ciertas clases de bienes inmuebles.
- No se les expida el pasaporte de ese país (a menos que, de lo contrario, sean apátridas o no puedan obtener un pasaporte de su país de nacionalidad, en cuyo caso pueden tener derecho a un certificado de identidad).
- No tienen acceso a la protección consular del país (algunos países como Australia lo permiten).[30]
- Pueden calificar para solicitar la ciudadanía después de cumplir con un período específico de residencia.

## Acceso a la ciudadanía
Por lo general, los residentes permanentes pueden solicitar la ciudadanía por naturalización después de un período de residencia permanente (típicamente cinco años) en el país en cuestión. La doble ciudadanía puede o no estar permitida.
En muchas naciones, una solicitud de naturalización puede denegarse por razones de carácter, lo que a veces permite que las personas residan en el país (como no domiciliadas) pero no se conviertan en ciudadanos. En los Estados Unidos, los requisitos de residencia para la ciudadanía son normalmente de cinco años, a pesar de que los residentes permanentes que han estado casados con un ciudadano estadounidense durante tres años o más pueden postularse en tres años. Aquellos que han servido en las fuerzas armadas pueden calificar para un proceso acelerado que les permita la ciudadanía después de solo un año, o incluso sin ningún requisito de residencia.

## Derechos automáticos
Los derechos de residencia permanente completa se conceden automáticamente entre los siguientes:
- Irlanda y el Reino Unido, incluidos los derechos de voto en las elecciones generales.
- Los Estados del Consejo Nórdico
- Federación de Rusia y República de Bielorrusia

En algunos casos (por ejemplo, los Estados miembros de la Unión Europea) los ciudadanos de los países participantes pueden vivir y trabajar a voluntad en los Estados miembros de la otra parte, pero no tienen un estatus equivalente al de un residente permanente. En particular, en virtud del Acuerdo de Viajes Trans-Tasman, Australia y Nueva Zelandia se conceden mutuamente a sus ciudadanos el derecho a residir permanentemente y trabajar en cada país; sin embargo, los derechos y las prerrogativas de los neozelandeses que viven en Australia en virtud de este acuerdo (el denominado visado de categoría especial) son algo inferiores a los de los residentes permanentes australianos, en particular con respecto a las prestaciones de desempleo y otras prestaciones similares.